# Grain Valley
Grain Valley és una població dels Estats Units a l'estat de Missouri. Segons el cens del 2007 tenia 14.940 habitants.

## Demografia
Segons el cens del 2000, Grain Valley tenia 5.160 habitants, 1.921 habitatges, i 1.442 famílies. La densitat de població era de 415,1 habitants per km².
Dels 1.921 habitatges en un 44,9% hi vivien nens de menys de 18 anys, en un 61,2% hi vivien parelles casades, en un 9,8% dones solteres, i en un 24,9% no eren unitats familiars. En el 20,4% dels habitatges hi vivien persones soles el 6,6% de les quals corresponia a persones de 65 anys o més que vivien soles. El nombre mitjà de persones vivint en cada habitatge era de 2,69 i el nombre mitjà de persones que vivien en cada família era de 3,11.
Per edats la població es repartia de la següent manera: un 31% tenia menys de 18 anys, un 9,3% entre 18 i 24, un 39% entre 25 i 44, un 14,7% de 45 a 60 i un 6% 65 anys o més.
L'edat mediana era de 29 anys. Per cada 100 dones de 18 o més anys hi havia 92,4 homes.
La renda mediana per habitatge era de 50.118 $ i la renda mediana per família de 57.240 $. Els homes tenien una renda mediana de 37.436 $ mentre que les dones 27.961 $. La renda per capita de la població era de 20.265 $. Entorn del 3,9% de les famílies i el 4,4% de la població estaven per davall del llindar de pobresa.

## Poblacions més properes
El següent diagrama mostra les poblacions més properes.